# 弦楽四重奏曲 (ディーリアス、1888年)
『弦楽四重奏曲ハ短調』(げんがくしじゅうそうきょくはたんちょう) は、フレデリック・ディーリアスが作曲した弦楽四重奏曲。1888年に作曲された。ディーリアスは生涯に3曲の弦楽四重奏曲を書いたが、このジャンルの最初の作品に相当する。

## 概要
以前は、最後の2楽章と第2楽章の断片以外楽譜は散逸したと思われていたが、2018年になって、最初の2楽章の楽譜がオークションにかけられたことで、自筆譜が現存していたことが明らかになった。再発見された最初の2楽章分の自筆譜と、以前から存在の知られていた後半の2楽章を合わせて再構成したスコアが、ダニエル・M・グリムレイ (Daniel M.Grimley) によって作られている。

## 作曲の経緯
この曲が作曲されたのは、ディーリアスがライプツィヒ音楽院に在学した最後の年で、1888年のことである。ライプツィヒ音楽院で得た最大の収穫はグリーグに出会ったことで、1888年2月にブロドスキー四重奏団が演奏したグリーグのト短調の弦楽四重奏曲に触発されてこの曲を作曲したと考えられている。
曲が完成した後、ディーリアスは友人だったクリスティアン・シンディングの元に楽譜を送った。シンディングが同僚を説得して同曲の初演をしてくれないものかと期待してのことだったが、演奏されないままスコアは送り返されてきた。失望したディーリアスはそのまま曲をしまいこんでしまい、以後放置されていたようである。ただ、第2楽章のスケルツォだけは後に、1916年作曲の『弦楽四重奏曲』第2楽章に再利用された。

## 曲の構成
初期の作品であるため、後年のディーリアスの音楽とは違い、伝統的なドイツ・ロマン派の弦楽四重奏曲である。終楽章はドイツというよりも北欧音楽風である。
第1楽章 アレグロ
第2楽章 アレグロ・ヴィヴァーチェ
スケルツォ。1916年 (翌年に改訂) の『弦楽四重奏曲』に転用された。
第3楽章 アダージョ、コン・モルタ〔ママ〕・エスプレッシオーネ
第4楽章 フィナーレ アジタート - アレグロ

## 演奏時間
約25分

## 初演
ディーリアスの生前にはおそらくこの曲は演奏されていない。グリムレイによる再構成版は、2020年10月8日、ヴィラース四重奏団により、オックスフォードで世界初演された。コロナ禍による集会・移動制限のため、ストリーミング配信によるライブ演奏。

## 録音
- E.Symth and F.Delius, String Quartets, Naxos 8.574376, ヴィラース四重奏団 (2022年3月、北ヨークシャーで録音、世界初録音)